# Teshikaga
Teshikaga (弟子屈町, Teshikaga-chō) est un bourg du district de Kawakami, situé dans la sous-préfecture de Kushiro, sur l'île de Hokkaidō, au Japon.

## Géographie

### Situation
Teshikaga est situé dans l'est de Hokkaidō.

### Démographie
Au 31 mars 2015, la population de Teshikaga s'élevait à 7 966 habitants répartis sur une superficie de 1 099,37 km2.

### Hydrographie
Le lac Kussharo se trouve dans le nord-ouest de Teshikaga et le lac Mashū dans le nord-est. Le fleuve Kushiro traverse le bourg.

## Transports
Teshikaga est desservi par la ligne principale Senmō  de la JR Hokkaido. 